# Atomkraftsmikroskopi

Blockdiagram som visar principen bakom atomkraftsmikroskopi.

Atomkraftsmikroskopi (AFM) skiljer sig mycket från optisk mikroskopi och elektronmikroskopi. AFM fungerar genom att man låter en mycket fin spets löpa över ett prov. Spetsen påverkas av olika krafter när den rör sig över provet. Det AFM främst påverkas av är van der Waals- och Coulombkrafter samt mekaniska krafter.
Det finns flera olika metoder man kan utnyttja i AFM, beroende på vad provet består av och vad man vill mäta.
Contact mode: I kontaktmetoden har spetsen full kontakt[förklaring behövs] med provet under hela mätningen. Armen som spetsen sitter på hålls på konstant avstånd från provet. En laser riktas mot armens baksida, från vilken den reflekteras mot en fotodetektor. När spetsen går över toppar och dalar i provets yta böjs eller vrids armen. Det ändrar den vinkel som lasern träffar fotodetektorn med. På så sätt får man en tredimensionell bild av provets yta.
Denna metod tillåter snabb topografisk avbildning men har vissa nackdelar. Exempelvis krävs en mycket tunn och skarp spets för att korrekt avbilda fina detaljer i provet. Metoden kan också skada både spetsen och provet; biologiska material är särskilt känsliga. För att undvika skada på spetsen och provet kan armen kopplas till ett piezoelektriskt material, vilket gör att man kan hålla växelverkan mellan spetsen och provet konstant genom att flytta armen i vertikal riktning.
Non-contact och tapping mode: I båda dessa metoder oscillerar den arm som spetsen sitter på. När spetsen närmar sig ytan attraheras den av van der Waals-krafter, vilket förändrar oscillationens amplitud. Denna skillnad i amplitud används för att utvinna information om till exempel geometri och bindningsstruktur i materialet. Dessa metoder är fördelaktiga genom att de fungerar bättre för mjuka/känsliga material; dock är de långsammare än contact mode.